# Église Notre-Dame-de-la-Nativité de Cénac-et-Saint-Julien
Pour les articles homonymes, voir Église Notre-Dame-de-la-Nativité.
L'église Notre-Dame de la Nativité est une église catholique située à Cénac, sur le territoire de la commune de Cénac-et-Saint-Julien, en France, datant du XIIe siècle pour la partie la plus ancienne.

## Localisation
L'église est située dans le département français de la Dordogne, sur la commune de Cénac-et-Saint-Julien.

## Historique
Aymeric de Peyrac, abbé de Moissac (1377-1406) a écrit une Chronique consacrée à Ansquitil, abbé de Moissac entre 1085 et 1105 dans laquelle il a écrit : «Ledit Aquilinus acquit pour le monastère de nombreuses églises et de nombreux biens, comme il est indiqué de manière plus complète dans les registres de donations. Il en est ainsi pour le prieuré de Sénac... ; quand j'y ai été, en l'an 1397, j'ai lu dans des écrits anciens le récit de la fondation dudit prieuré et j'ai constaté par les caractères de la construction que son église a été faite soit par Asquilinus lui-même soit sous sa surveillance et sa direction ; elle apparaît en effet réalisée par des procédés et ornée de sculptures semblables [à ceux de Moissac] et il y a au portail de ladite église de Sénac un léopard sculpté comme au portail de l'église de Moissac».
De fait, si l'acquisition du lieu et la fondation sont attribués par des textes de l'époque de fondation à l'abbé Anquitil, l'attribution de la construction à Anquitil ne repose que sur une impression du chroniqueur. Le style de l'église fait remonter sa construction au XIIe siècle.
L'abbaye de Moissac obtient confirmation de ses droits sur le prieuré de Cénac à plusieurs reprises au XIIe siècle et XIIIe siècle. C'est probablement à partir de la confirmation des droits de l'abbaye de Moissac sur le prieuré que la construction de l'église a dû commencer, vers 1130.
Aymeric de Peyrac évoque son admiration devant le crucifix de Cénac, le «Digne votz», qu'il rapproche du «Saint Veu» ou «Digne Veu» de l'abbaye de Charroux et du «Volto Santo» de Lucques, qui ont dû être réalisés avant la fin du XIIe siècle. Cette œuvre vénérée, disparue, a fait la fortune du prieuré. Suffisamment pour que l'abbaye de Moissac obtienne du pape Clément IV, en 1265, une participation accrue du prieuré aux charges de l'abbaye.
En 1304, l'archevêque de Bordeaux, Bertrand de Got, futur pape Clément V, excommunie le prieur de Cénac qui lui avait refusé l'entrée dans le prieuré avec échanges de coups.
Cependant, en 1378, un routier béarnais, Peyrot, a attaqué et pillé le prieuré et détruit une partie de l'église. Après 1450 ont été reconstruits le mur méridional du transept et remplacer les berceaux du transept et de la nef par des voûtes d'ogives.  
C'est à la même époque que l'abbé de Moissac va accepter que l'absidiole et le bras sud du transept soient affectés au culte paroissial. Une porte est aménagée à l'extrémité de ce bras.
En 1531, le prieur François Satur confie à Augustin del Batut et Jehan Loyac, maçons à Domme, l'édification «et de boveau bastir et voulter le croisier de l'église de Cenac» avec le clocher.
Les guerres de religion vont amener d'importantes destructions. En 1589, Geoffroy de Vivans prend Domme et ravage les bâtiments de Cénac. La nef et ses chapelles, le nouveau clocher, les voûtes d'ogives du bras nord du transept sont abattus. Faute de moyens, la nef n'est pas reconstruite et on la ferme dans son extrémité orientale par un mur. Les voûtes détruites du transept ont été reconstruites lentement d'une manière sommaire.
Au XVIIe siècle la vie régulière s'est continuée car il y a un prieur en 1674. En 1631, le prieuré est rattaché à la mense capitulaire de l'abbaye de Moissac qui est sécularisée.
En 1730, il n'y a plus qu'un curé. plus tard il est remplacé par un prêtre de Sarlat. Les bâtiments monastiques sont devenus des biens de la famille de Maleville.
À la fin de la Révolution, l'église est très délabrée. On la restaure sommairement en remplaçant la voûte du bras nord du transept par une voûte en plâtre.
C'est à partir de 1865 qu'on va entreprendre de restaurer ce qu'il reste de l'église et de reconstruire les parties détruites. Le conseil de fabrique de l'église demande à l'architecte A. Bouillon fils de restaurer l'abside en rétablissant la fenêtre d'axe et la fenêtre adjacente au nord.
C'est après le classement de l'église en 1897 que l'architecte diocésain et de monuments historiques de la Dordogne, Henri Rapine, propose de remettre l'église «soit en l'état où elle se trouvait après le remaniement effectué au XVe siècle», soit «en l'état où elle se trouvait au moment de sa construction». La Commission des monuments historiques choisit en 1898 de la remettre dans l'état où se trouvait au moment de sa construction. Pour ce faire, on a décidé de reprendre tous les éléments anciens et remettant à neuf ceux qui étaient détériorés et de reconstruire la nef.
Les travaux de restauration - reconstruction vont amener à découvrir quatre chapiteaux et les assises des anciennes voûtes romanes en berceau. Ces découvertes ont conduit l'architecte à restituer l'état d'origine des voûtes, et à dégager l'absidiole nord qui avait été isolée pour en faire la sacristie. Pour rebâtir les voûtes, il lui est apparu que les murs du transept et de la nef qui avaient été réparés auparavant devaient être entièrement reconstruits. Pour respecter le devis initial des travaux, il a été décidé de raccourcir la nef reconstruite. Le nouveau projet a été approuvé en janvier 1901.
Une nouvelle sacristie a été construite à l'angle du bras nord du transept et de la nef.
L'église a eu des problèmes de remontée d'humidité nécessitant la mise en place d'un système de drainage du sol en 1912-1913, puis un relevage du niveau de dallage de 0,15 m en 1939.
L'édifice est inscrit au titre des monuments historiques le 12 août 1897,.

## Architecture
Cette église est construite au XIIe siècle. De cette époque subsistent le chœur, deux absidioles et les transepts. L'édifice est en partie restauré au XIVe siècle, ne conservant pas  clocher qui s'élevait à la croisée du transept. Endommagée ensuite par les guerres de religion, l'église fait l'objet de plusieurs autres restaurations. Le transept et une travée de la nef ont été reconstruits au début du XXe siècle.
Le chœur roman présente des colonnes aux chapiteaux richement ornés, supportant une série d'arcatures surmontées par la voûte de l'abside.
L'intérêt de l'église de Cénac vient de l'ensemble sculpté de 44 chapiteaux et 18 modillons romans. Les chapiteaux comportant des thèmes figurés sont plus nombreux que ceux à thèmes géométrique et de feuillage. Ces thèmes figurés peuvent n'avoir qu'un intérêt décoratif. Par contre ceux du chevet semblent être une illustration de la victoire du Christ ressuscité sur le Mal et le péché. Les chapiteaux ayant pour thème la faute et le péché, on trouve celui de la Faute originelle, le chapiteau de l'Avare. Les chapiteaux ayant pour thème la victoire du Christ, on trouve la Résurrection de Lazare, l'Adoration des Mages, Daniel dans la fosse aux lions, un dompteur tenant en laisse deux singes